# 가미오보로역
가미오보로역(일본어: 上尾幌駅)은 일본 홋카이도 앗케시 군 앗케시정에 있는 홋카이도 여객철도 네무로 본선 (하나사키 선)의 역이다. 단선 · 섬식의 형태를 합친 복합 구조의 지상역이다.

## 타는 곳
| 1 | ■ 네무로 본선 (하나사키 선) | (상행) | 구시로 방면          |
| 2 | ■ 네무로 본선 (하나사키 선) | (하행) | 앗케시 · 네무로 방면 |

## 역 주변
- 국도 제44호선

## 인접 정차역
| 홋카이도 여객철도 네무로 본선 | 홋카이도 여객철도 네무로 본선 | 홋카이도 여객철도 네무로 본선 |
| ----------------------------- | ----------------------------- | ----------------------------- |
| 벳포 신토쿠 방면              | 네무로 본선                   | 오보로 구시로 방면            |